# Ptáčnice
Ptáčnice (830 m n.p.m.) - szczyt w Górach Wsetyńskich w Zewnętrznych Karpatach Zachodnich, we wschodnich Czechach. Znajduje się we wschodnich Morawach, w obrębie regionu Wołoszczyzna Morawska.

## Położenie
Leży w zachodniej części pasma Gór Wsetyńskich, w południowej odnodze ich głównego grzbietu, oddzielającej się w szczycie Tanečnice i ograniczającej od południa dolinę potoku Bystřička, blisko 7 km na zachód od Tanečnice i ok. 1,5 km na północny wschód od szczytu Vsacký Cáb (841 m n.p.m.).
Jest szczytem zwornikowym. W kierunku południowo-zachodnim biegnie dalej grzbiet w kierunku Cábu, natomiast w kierunku północno-zachodnim odchodzi grzbiet, który dzieli się wkrótce na dwie odnogi ze szczytami Búřov (660 m n.p.m., wschodnia) i Kyčerka (641 m n.p.m., zachodnia), opadające ku północy ku dolinie wspomnianego potoku Bystřička.
Na zachodnich zboczach góry ma swe źródliska potok Malá Bystřička, na północno-wschodnich – Hluboký potok (oba lewobrzeżne dopływy Bystřički), zaś na stokach południowo-wschodnich znajdują się źródła potoku Dinotice (prawobrzeżny dopływ Górnej (Wsetińskiej) Beczwy. Administracyjnie stoki góry należą (odpowiednio) do miejscowości Malá Bystřice, Valašská Bystřice i Halenkov.
Szczyt znajduje się w granicach Obszaru Chronionego Krajobrazu Beskydy.

## Turystyka
Przez szczyt wspomnianym głównym grzbietem prowadzą czerwone znaki centralnego odcinka szlaku turystycznego Via Czechia (tu na odcinku Vsetín – przełęcz  Čarták), natomiast grzbietem od północnego zachodu dochodzi do nich na szczycie żółty szlak z doliny Bystřički, z dolnej części wsi Malá Bystřice. Wzdłuż wszystkich tych szlaków pieszych wyznakowane są też szlaki rowerowe. Przebiega tędy również znakowana ścieżka przyrodnicza.
Na szczycie znajduje się zadaszona, drewniana wiata z ławami oraz zespół drogowskazów turystycznych. Wierzchołek zalesiony, nie oferuje dlaszych widoków.